# Martin Sokol

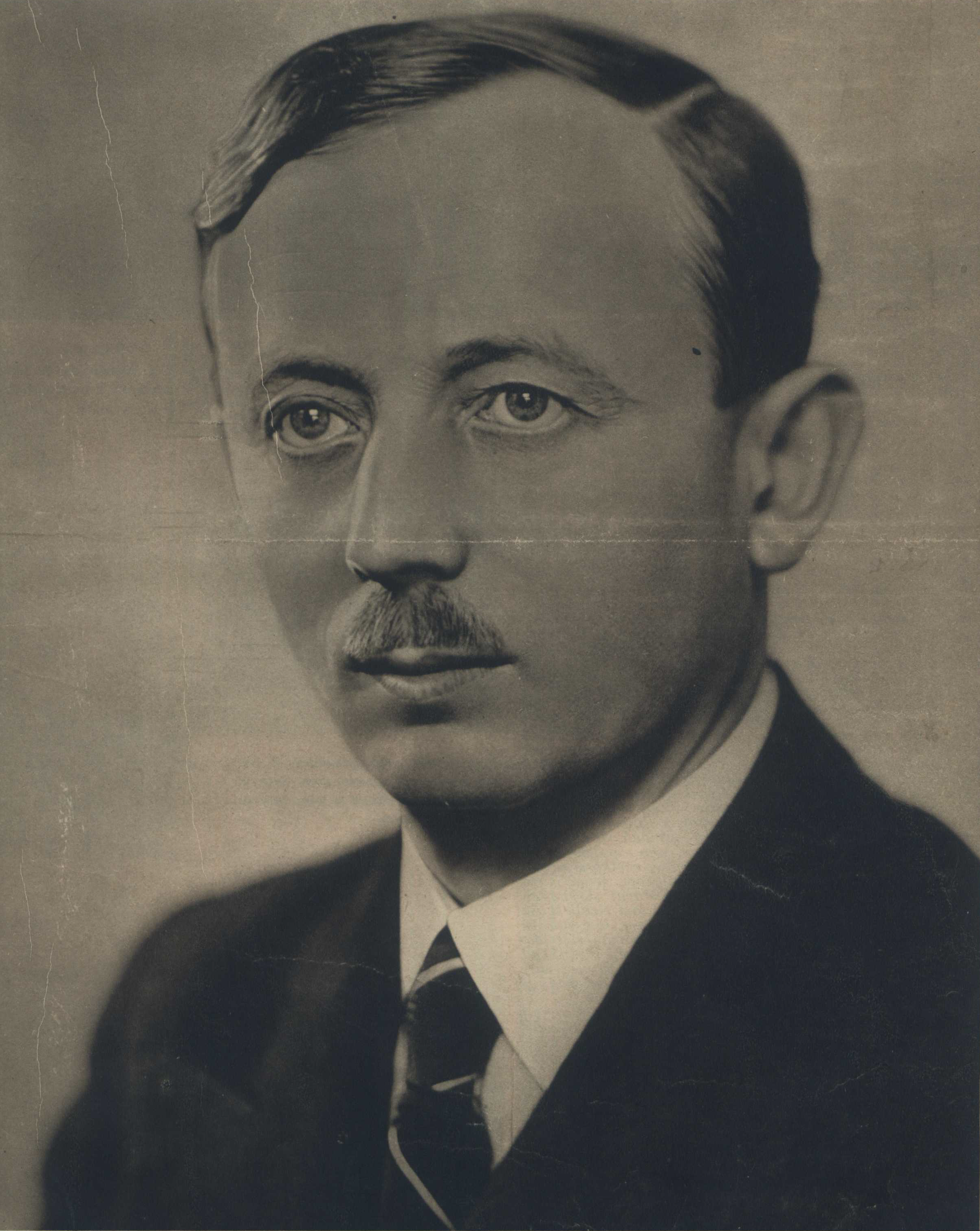
Martin Sokol (1939)

Martin Sokol (* 9. November 1901 in Medzibrod; † 16. Dezember 1957 in Banská Bystrica) war ein slowakischer und tschechoslowakischer Politiker und Rechtsanwalt. Im März 1939 war er für kurze Zeit Innenminister der autonomen Slowakei innerhalb der Tschecho-Slowakischen Republik. Nach der Ausrufung des Slowakischen Staates wurde er Parlamentspräsident.

## Leben
Sokol besuchte das Gymnasium in Banská Bystrica und studierte ab 1922 an der Rechtsfakultät der Comenius-Universität Bratislava, wo er 1927 den Titel eines Doktors der Rechte erwarb.
Von 1927 bis 1929 war er Zentralsekretär und von 1929 bis 1933 Generalsekretär der Slowakischen Volkspartei. Er beteiligte sich gemeinsam mit Jozef Tiso und Karol Sidor an der Ausarbeitung der Gesetze über die Autonomie der Slowakei, die der tschechoslowakische Premier Jan Syrový am 8. Oktober 1938 verabschiedete. Ab 1938 war Martin Sokol Vorsitzender des autonomen slowakischen Landtags. Am 11. März 1939 wurde von Präsident Emil Hácha eine neue slowakische Regierung mit Karol Sidor an der Spitze ernannt. Sokol wurde in Sidors Kabinett Innenminister. Nach der Entstehung des Slowakischen Staates wurde Sokol Vorsitzender des slowakischen Parlaments und behielt diese Funktion bis zum Ende des Staates. 1940 wurde er Mitglied des Staatlichen Rates der Slowakischen Republik.
Sokol gilt als einer derjenigen slowakischen Politiker, die sich in der Ersten Slowakischen Republik bemühten, rassisch und politisch verfolgten Personen des Volkspartei-Regimes zu helfen sie vor einer möglichen Deportation ins Deutsche Reich zu bewahren.
Im Jahr 1945 wurde er in die Sowjetunion deportiert, von wo er 1947 wieder an die wiederhergestellte Tschechoslowakei ausgeliefert wurde. Der tschechoslowakische Volksgerichtshof verurteilte Sokol zu 5 Jahren Haft, ließ ihn aber bereits 1949 wieder frei. Nach 1949 war er Mitarbeiter bei verschiedenen Unternehmen und arbeitete mit den Vertretern des bürgerlichen Widerstands gegen die Kommunisten zusammen. Er starb am 16. Dezember 1957 in Banská Bystrica und wurde in Medzibrod beerdigt.